# Stan (dinosauriër)

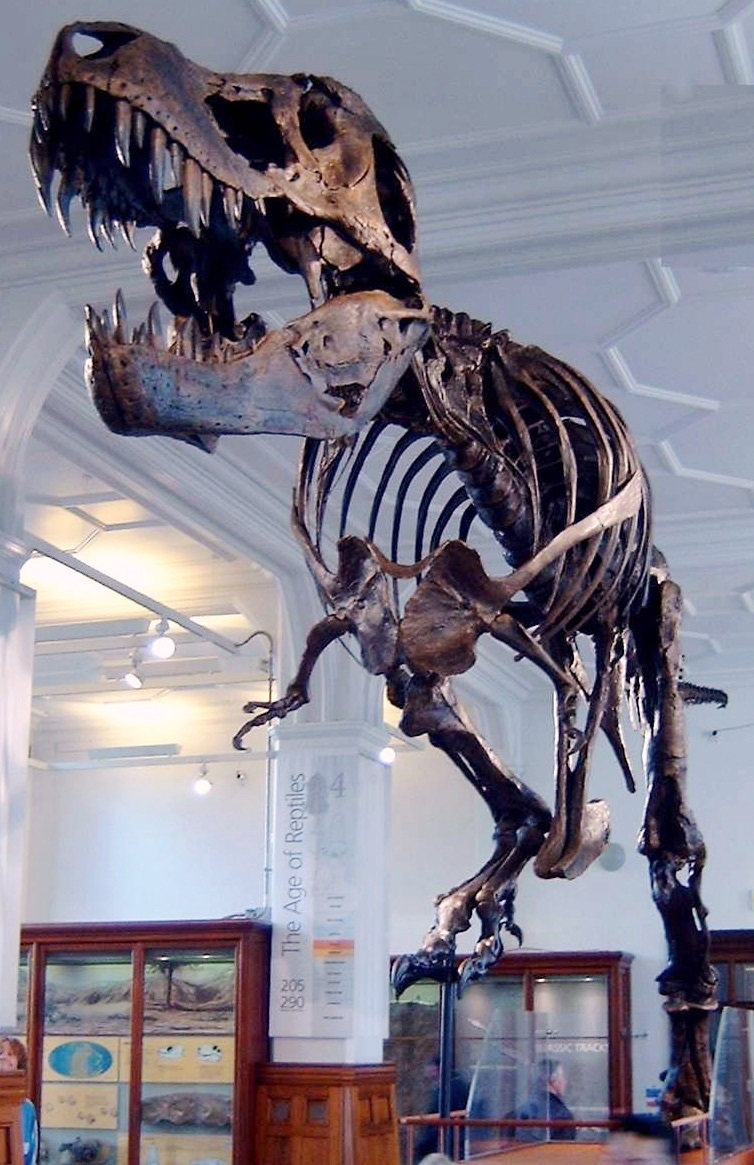
Replica van "Stan" in Manchester

Stan is een bijnaam voor een exemplaar van de theropode dinosauriër Tyrannosaurus. Het is het dertiende exemplaar dat van Tyrannosaurus rex ontdekt is.

## Vondst

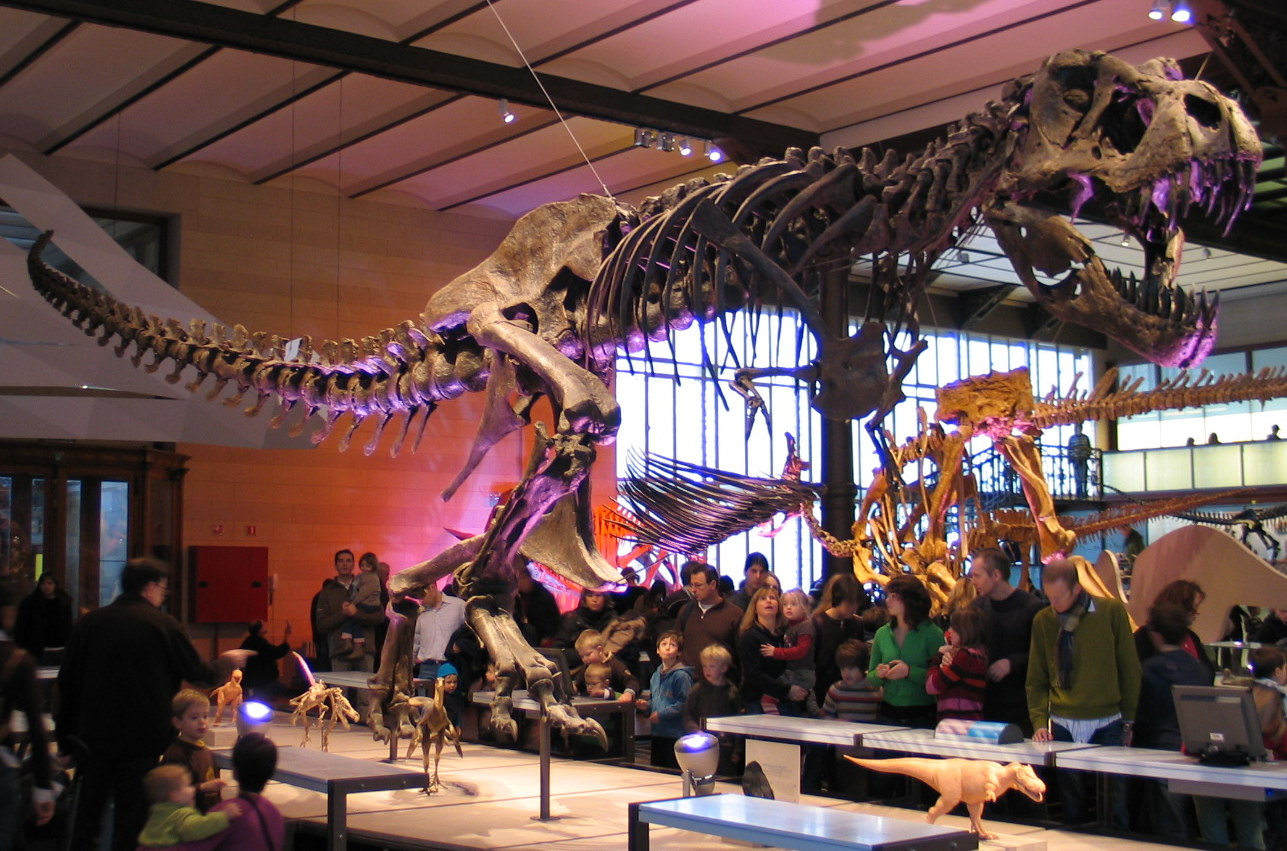
Stan te Brussel

Het fossiel werd ontdekt door amateur-paleontoloog en elektricien Stan Sacrison in een zandsteenlaag van de Hell Creek-formatie in de buurt van Buffalo, Harding County, South Dakota, in de lente van 1987. Sacrison zag uit een rotswand, dertig meter hoog, een bekken steken.
Die zomer begon Sacrison zelf met medewerking van zijn tweelingbroer Steve in zijn vrije tijd aan het opgraven van het dier, waarvan hij eerst aannam dat het een exemplaar van Triceratops betrof. Om het skelet te bereiken was het nodig een meters dikke bovenlaag mechanisch te verwijderen. In de lente van 1992 werd de hulp ingeroepen van het commerciële Black Hills Institute waarvan Peter Larson en zijn team dat jaar en het volgende het grootste deel van het skelet borg. In 2003 werd nog een vervolgopgraving gedaan. Na een langdurig preparatieproces, dat dertigduizend manuren vergde, was het dier klaar om tentoongesteld te worden. De dinosauriër werd naar zijn ontdekker genoemd. In juli 1995 werd hij in Tokio, Japan tentoongesteld door The T.rex World Exposition. Na een tijd in Hill City te hebben gestaan werd hij verplaatst naar het Black Hills Museum of Natural History, een natuurhistorisch museum in de Black Hills. Het specimen heeft daar het inventarisnummer BHI 3033, verwarrend genoeg samen met een stuk onderkaak van een caenagnathide die tegelijkertijd werd opgegraven.
Van Stan zijn vele tientallen afgietsels in kunsthars, polyurethaan, gemaakt, handmatig beschilderd en verkocht, ten dele van het skelet als geheel, waarvoor vier kratten nodig zijn, ten dele van de schedel alleen. De meeste modellen van Tyrannosaurus die men in musea kan aantreffen zijn van Stan, waarvan er in 2004 al vijfendertig geleverd waren tegen een stukprijs van $100.000,-, samen met vijftig schedels. Een tweedehands exemplaar werd in 2004 op een veiling voor $70.250 verkocht. Tot de instellingen die Stan tonen, behoren het Manchester Museum, het Children's Museum of Indianapolis, het National Museum of Natural History, het Oxford University Museum of Natural History, het New Mexico Museum of Natural History and Science, het Muséum national d'histoire naturelle, het Houston Museum of Natural Science en Disney World. In Brussel is sinds 2007 een replica opgesteld in de vernieuwde Iguanodon-hal van het Museum voor Natuurwetenschappen, in een rennende houding. Interne stalen beugels maken het mogelijk het model iedere gewenste positie te laten aannemen. Daarvan heeft het Spaanse Museo del Jurásico de Asturias gebruikgemaakt door Stan samen met een model van Wankel-rex neer te zetten als een stel parende tyrannosauri, waarbij Stan het wijfje moet voorstellen. Ook het hoofdkwartier van Google in Mountain View heeft een model van Stan voor de toegang staan maar dit heeft men om geld te besparen zelf laten bouwen, zonder hulp van het BHI. Minder rijke musea hebben alleen de schedel, zoals het Sedgwick Museum te Cambridge.
Op 6 oktober 2020 werd Stan in opdracht van het BHI door het veilinghuis Christie's verkocht voor een toenmalig recordbedrag van 31,85 miljoen dollar inclusief veilingcommissie, aan een onbekende bieder. In 2024 werd dat nog overtroffen door "Apex", een exemplaar van Stegosaurus dat voor 44,6 miljoen dollar verhandeld werd.

## Beschrijving

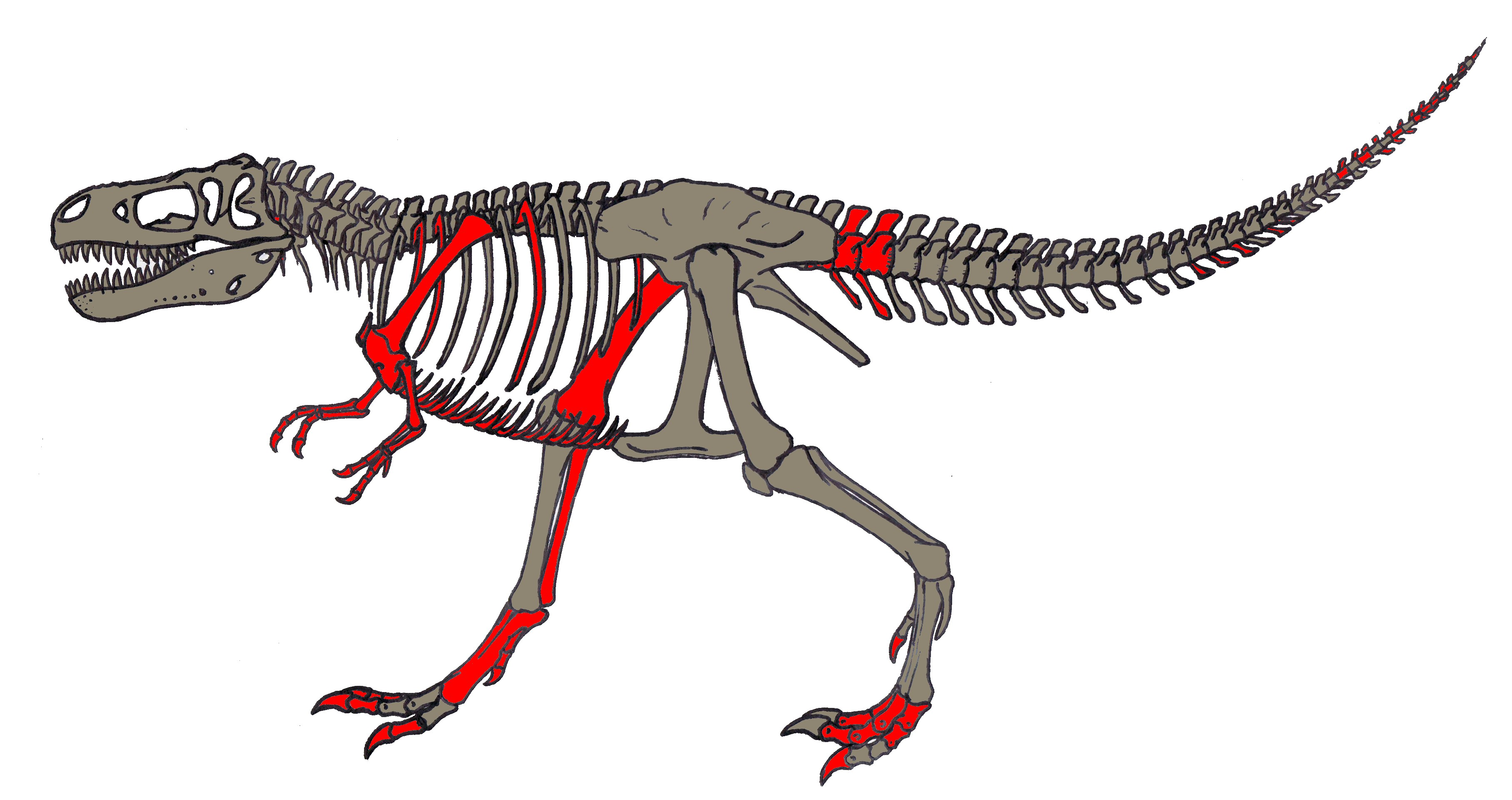
De belangrijkste in 1993 ontbrekende elementen van Stan in het rood; het rechterdijbeen was in feite wel aanwezig

Stan was in zijn tijd de compleetste tyrannosaurus die ooit was gevonden, met 199 botten ofwel 63 % van de skeletelementen bewaardgebleven. In 1990 werd echter Sue ontdekt en in 1997 tentoongesteld. Zij was nog groter en completer. De botten omvatten de zeer volledige schedel, de onderkaken, tien halswervels, veertien nekribben, dertien ruggenwervels, twaalf ribben van de borstkas, het sacrum, eenendertig staartwervels, vierentwintig chevrons, beide darmbeenderen, de bovenkant van de schaambeenderen, de bovenkant van de zitbeenderen, beide dijbeenderen, de scheenbeenderen, de kuitbeenderen, de sprongbeenderen, de linkervoet, een stuk rechtermiddenvoet en elf teenkootjes. Verder werden nog vijfendertig losse tanden aangetroffen. De voorpoten en de schoudergordel ontbreken dus volledig. Het gaat om een volwassen individu. Het skelet lag vermoedelijk na de dood van het dier enkele maanden aan het oppervlak om daarna door een overstroming met sediment bedekt en wat verspreid te worden. De schedel was helemaal uit elkaar gevallen maar de verschillende onderdelen bleken op twee elementen van de onderkaak na toch nog aanwezig te zijn; de losse botten ervan konden nu bijzonder goed bestudeerd worden en zijn door Larson beschreven in een apart hoofdstuk van een boek dat hij in 2008 mede publiceerde. In de rots werden ook fossielen van planten aangetroffen, wat informatie verschafte over de habitat.

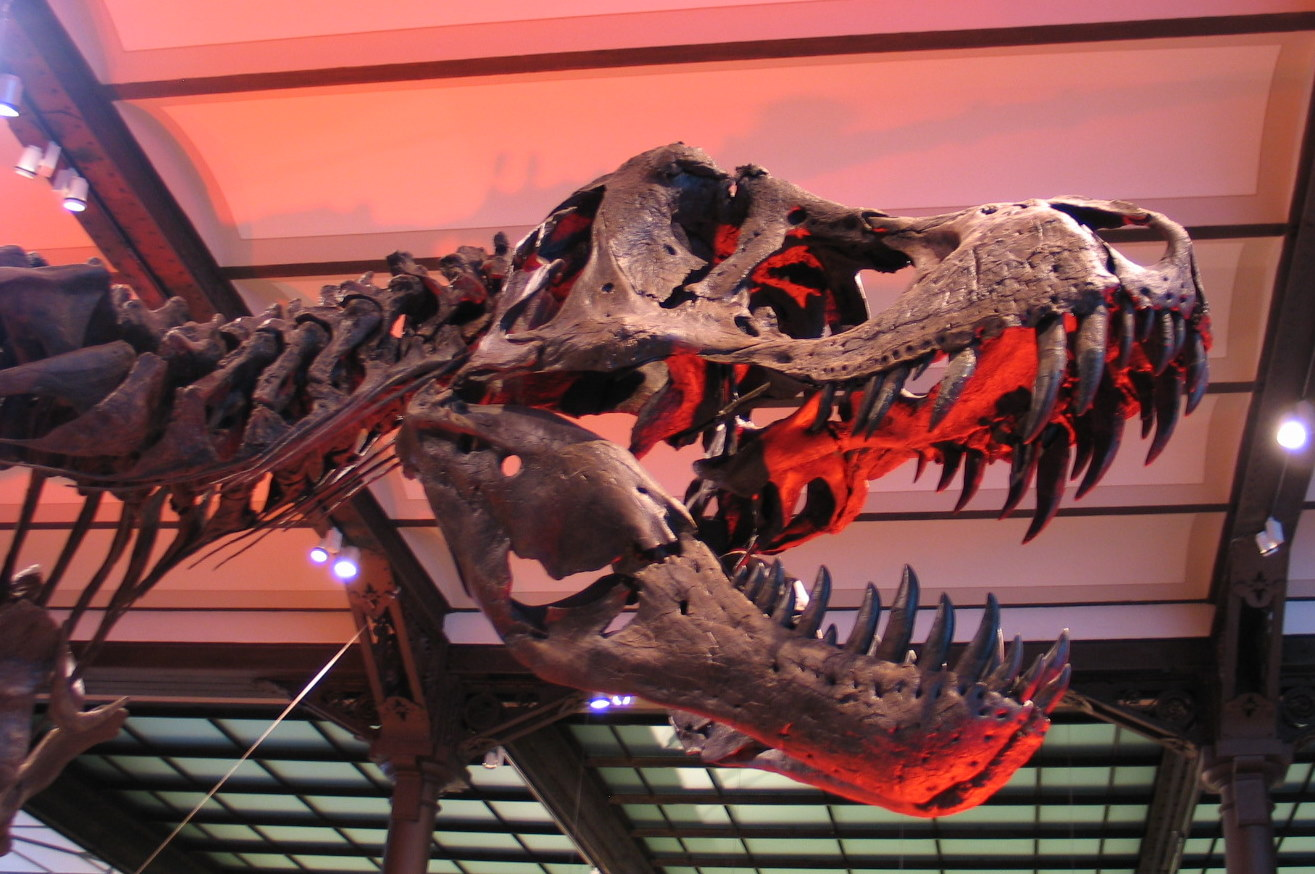
De schedel van het afgietsel in Brussel

Zoals veel fossielen van Theropoda had Stan enkele genezen breuken aan de ribben. Volgens het Black Hills Institute had hij nog veel meer littekens opgelopen. Ze stelden ook verwondingen aan de schedel en nek vast. De nek was gebroken, en bij het genezingsproces waren er twee wervels met elkaar vergroeid en een derde was ten opzichte van de nek onbeweeglijk geworden. Ook de zijkanten van de schedel droegen littekens. In de achterkant van de schedel zat een diep, bijna drie centimeter breed gat, in afmeting overeenkomend met het spits van een tyrannosaurustand. Bij het diepste punt van het gat in de schedel was een groot stuk van de hersenpan afgebroken, van vijf bij twaalf centimeter. Een dunne laag nieuw bot sloot het gat af; wat er op wijst dat Stan het had overleefd. De uiteindelijke doodsoorzaak is onbekend. De juistheid van deze vaststellingen is echter betwist
Stan is een vrij lichtgebouwd exemplaar. Ondanks een geschatte lengte van 12,3 meter lag het gewicht volgens een schatting van Michael Mortimer op ongeveer 3,7 ton. Daarom wordt wel aangenomen dat het om een mannetje gaat, wat dus strijdig is met de rol die hij in het Spaanse museum speelt. De schedel is circa 1,4 meter lang, het dijbeen 131 centimeter.
In 2009 probeerde een team van Karl Bates via lasermetingen het volume en daarmee het gewicht van Stan te bepalen. Doordat het hun niet toegestaan werd het skelet uit het museum te verwijderen, konden ze echter niet voldoende afstand nemen voor een optimale meting. Daarbij was het onduidelijk hoeveel vlees en vet er op de botten zat. Bij een wat meer gezette Stan zou het gewicht uitkomen op 7654 kilogram, bij een magerder interpretatie lag het op zes ton.

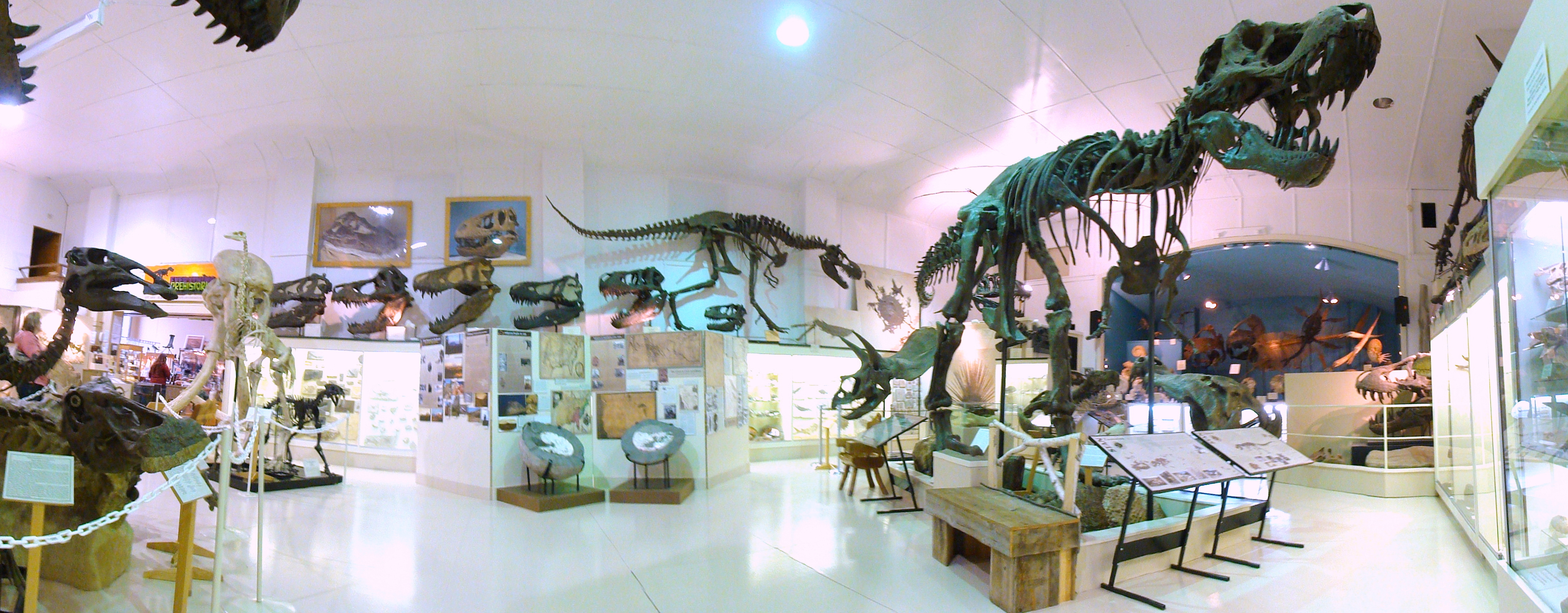
Stan zelf in het Black Hills Museum